# Le Ménagier de Paris
Le Ménagier de Paris (sovint abreujat Le Ménagier) és una obra medieval, amb una remarcable part culinària de gran importància per al nostre coneixement de la cuina medieval francesa. El llibre, a més a més, conté seccions de jardineria, convivència marital, etc.
Fou publicat per primera vegada pel baró Jérôme Pichon l'any 1846 i és el tractat més gran de la vida domèstica francesa de l'edat mitjana. Pel fet de ser de gran importància per a la història de la gastronomia de França no es pot oblidar que les altres parts del llibre són també importants en tant que s'hi poden veure no només consells pràctics sinó també tota una línia de conducta que posa de manifest el rol de l'home i la dona a l'Edat Mitjana. De fet, el tema central del llibre és l'obediència de la dona.

Es tracta en realitat d'un conjunt de consells donats a una mestressa de casa de l'època amb l'objectiu de fer gaudir els convidats amb bones receptes de cuina i dur una vida respectable i obedient.

## Altres llibres de cuina medieval
- Llibre de Sent Soví
- Llibre del Coch
- Com tayllaràs devant un senyor

## Publicacions
- Le Ménagier de Paris. Traité de morale et d'économie domestique, composé en 1393 par un bourgeois parisien. Prefaci de Pierre Gaxotte. París, Chavane, 1961; 2 volums.